# Kathy Young

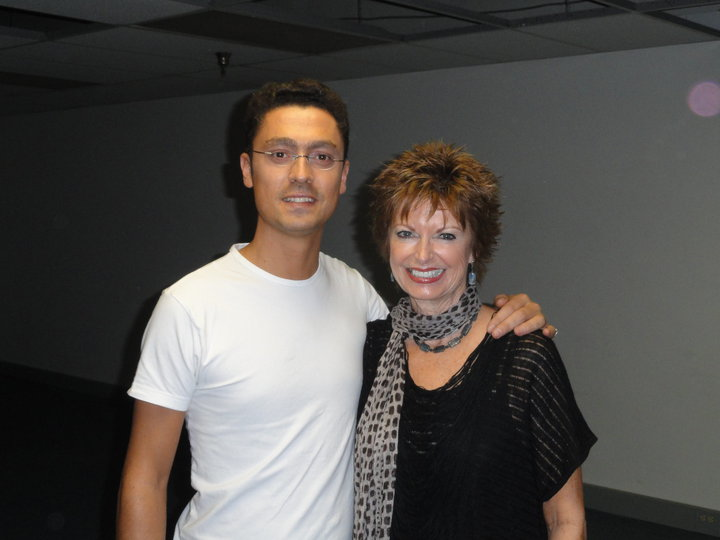
Kathy Young mit dem Musiker Christian Carrasco (2010)

Kathy Young (* 21. Oktober 1945 in Santa Ana, Kalifornien) ist eine ehemalige US-amerikanische Popsängerin, die in den 1960er Jahren Schallplatten veröffentlichte.

## Karriere
Kathy Young wuchs vom zweiten Lebensjahr an in Long Beach (Kalifornien) auf, ihr Vater arbeitete als Elektriker. Ihre Mutter konnte Gitarre spielen und leitete einen Kirchenchor. Noch bevor Kathy zehn Jahre alt war, spielte sie ebenfalls auf der Gitarre und sang mit im Chor. Durch eine Freundin animiert, beteiligte sie sich noch im Schulalter an einem Gesangs-Talentwettbewerb. Trotz ihrer Bühnenangst, unter der sie auch später noch litt, gewann Kathy den Wettbewerb. Damit war sie für den nächstjährigen Wettbewerb qualifiziert, bei dem sie ebenfalls als Siegerin hervorging. Anlässlich eines Konzerts der Popgruppe The Innocents im Jahr 1960 nahm Young Kontakt mit dem Manager der Gruppe Jim Lee, der zugleich Personaldirektor der Hollywood-Plattenfirma Indigo war, auf und bot ihm einige ihrer Demobänder an. Nach einigen Probeaufnahmen schloss Lee mit der 15-Jährigen einen Plattenvertrag ab, und im September 1960 wurde mit Young bei Indigo die erste Single produziert.
Jim Lee hatte für die Produktion den alten Rhythm-and-Blues-Titel A Thousand Stars ausgewählt, mit dem die Gruppe The Rivileers 1954 zum Erfolg gekommen waren. Begleitet wurde Young von den Innocents, mit denen Indigo bereits eine Single produziert hatte. Auf dem Plattenetikett lautete die Interpretenangabe „Kathy Young with The Innocents“, was auch bei den folgenden Singles mit Young so blieb. Einen Monat nach seinem Erscheinen nahm das US-Musikmagazin Billbord Youngs Titel A Thousand Stars in seine Hitliste Hot 100 auf, wo sich der Song bis zum dritten Platz hocharbeitete. Die Single wurde millionenfach verkauft. Auch mit den 1961 erschienenen Titeln Happy Birthday Blues (30.) und Magic Is the Night (80.) konnte sich Young wieder in den Hot 100 platzieren.
Nachdem Kathy Young bis 1962 acht Singles und eine Langspielplatte bei Indigo produziert hatte, folgte sie ihrem Produzenten Jim Lee zu dessen neuer Plattenfirma Monogram, wo es zunächst nur zu einer Single im August 1962 kam. Erst 1964 erschienen noch einmal zwei Singles mit Kathy Young, auf denen sie zusammen mit Chris Montez sang. Danach sah sie ihre Schallplattenkarriere als beendet an und zog nach Großbritannien. Dort lernte sie den Gründer des britischen Poptrios The Walker Brothers John Walker alias John Maus kennen, und beide heirateten 1965. Nachdem sie 1969 geschieden in die USA zurückgekehrt war, übte Young unterschiedliche Tätigkeiten aus, wandte sich aber erst Ende der 1990er Jahre wieder der Musik zu. Unter anderem trat sie in der Rock-’n’-Roll-Show im Greek Theatre Los Angeles und im Meadowlands Sports Complex in New Jersey auf.

## US-Diskografie

### Vinyl-Singles
| A/B-Seite                                                 | Katalog-Nr. | veröffentl. |
| --------------------------------------------------------- | ----------- | ----------- |
|                                                           | Indigo      |             |
| A Thousand Stars / Eddie My Darling                       | 108         | 9/1960      |
| Happy Birthday Blues / Someone to Love                    | 115         | 1/1961      |
| Our Parents Talked It Over / Just as Though You Were Here | 121         | 5/1961      |
| Magic Is the Night / Du Du'nt Du                          | 125         | 7/1961      |
| Baby Oh Baby / Great Pretender                            | 137         | 12/1961     |
| Time / Dee Dee Di Oh                                      | 141         | 1/1962      |
| I'll Hang My Letters Out to Dry / Lonely Blue Nights      | 146         | 4/1962      |
| Send Her Away / Dream Awhile                              | 147         | 6/1962      |
|                                                           | Monogram    |             |
| Dream Boy / I'll Love That Man                            | 506         | 8/1962      |
| All You Had to Do / You're the One (& Chris Montez)       | 517         | 1/1964      |
| It Takes Two / Shoot That Curl (& Chris Montez)           | 520         | 7/1964      |

### Langspielplatte
| The Sound of Kathy Young Indigo LP 504, 1961 |
| Tracks: A: 1 A Thousand Stars, 2 Angel on My Shoulder, 3 Please Love Me Forever, 4 Lonely Blue Nights, 5 Baby Oh Baby, 6 Eddie My Darling – B: 1 Happy Birthday Blues, 2 Sparkle and Shine, 3 Gee Whiz, 4 Will You Love Me Tomorrow, 5 Angel Baby, 6 Someone to Love |